# Polar-Methode
Die Polar-Methode von George Marsaglia und Thomas A. Bray ist ein Verfahren zur Erzeugung normalverteilter Zufallszahlen (Zufallszahlengenerator).

## Geschichte
Diese Methode geht zurück auf den Box-Muller-Algorithmus zur Erzeugung normalverteilter Zufallsgrößen. Bei diesem werden die euklidischen Koordinaten verwertet. Bei der Polar-Methode werden diese euklidischen Koordinaten in Polarkoordinaten umgewandelt. Das erspart die Auswertung von trigonometrischen Funktionen.

## Beschreibung
Man geht von zufälligen Punkten in der Ebene aus, die im Einheitskreis gleichverteilt sind. Aus deren Koordinaten werden jeweils zwei standardnormalverteilte Zufallszahlen erzeugt:
1. Erzeuge zwei voneinander unabhängige, gleichverteilte Zufallszahlen {\displaystyle u}, {\displaystyle v} im Intervall {\displaystyle [-1,1]}
2. Berechne {\displaystyle q=u^{2}+v^{2}}. Falls {\displaystyle q=0} oder {\displaystyle q\geq 1}, gehe zurück zu Schritt 1.
3. Berechne {\displaystyle p={\sqrt {\frac {-2\cdot \ln q}{q}}}}.
4. {\displaystyle x_{1}=u\cdot p} und {\displaystyle x_{2}=v\cdot p} sind nun zwei voneinander unabhängige, standardnormalverteilte Zufallszahlen.

Der Punkt {\displaystyle (u,v)} muss im Einheitskreis liegen ({\displaystyle q<1}), und es muss {\displaystyle q>0} gelten, da in den reellen Zahlen der Logarithmus von Null und die Division durch Null nicht definiert sind. Anderenfalls müssen zwei neue Zahlen {\displaystyle u} und {\displaystyle v} erzeugt werden.
Durch lineare Transformation lassen sich hieraus beliebige normalverteilte Zufallszahlen erzeugen: Die generierten Werte {\displaystyle x_{i}} sind {\displaystyle {\mathcal {N}}(0,1)}-verteilt, somit liefert {\displaystyle a\cdot x_{i}+b} Werte, die {\displaystyle {\mathcal {N}}(b,a^{2})}-verteilt sind.

## Implementierung

### Pseudocode
```
Prozedur
 ErzeugeNormalverteilteZufallszahlen (
Referenzparameter
 x1, x2)
  
Wiederhole

    u = 2 * Zufallszahl - 1  // "Zufallszahl" liefert in [0,1)
    v = 2 * Zufallszahl - 1  //   gleichverteilte Werte
    q = u * u + v * v
  
Solange bis
 (0 < q) 
und
 (q < 1)
  p = 
Wurzel
 (-2 * 
ln
(q) / q)
  x1 = u * p
  x2 = v * p  // Rückgabe durch die Referenzparameter x1, x2

Ende
```

### C++
Die Polar-Methode erzeugt Werte aus der Standardnormalverteilung mit Erwartungswert 0 und Standardabweichung 1. Die folgende Implementierung in der Programmiersprache C++ generiert 10 standardnormalverteilte Zufallszahlen aus jeder Normalverteilung mit Erwartungswert μ und Varianz σ und gibt sie auf der Konsole aus.
```
#include
 
<iostream>

using
 
namespace
 
std
;

// Diese Funktion berechnet eine standardnormalverteilte Zufallszahl

double
 
generateGaussian
(
double
 
mu
,
 
double
 
sigma
)

{

    
double
 
u
,
 
v
,
 
q
,
 
p
;
 
// Deklaration der lokalen Variablen

    
do
 
// Diese do-while-Schleife erzeugt Zufallszahlen u und v im Intervall [-1, 1] mit 0 < u² + v² < 1

    
{

        
u
 
=
 
(
rand
()
 
/
 
((
double
)
RAND_MAX
))
 
*
 
2
 
-
 
1
;

        
v
 
=
 
(
rand
()
 
/
 
((
double
)
RAND_MAX
))
 
*
 
2
 
-
 
1
;

        
q
 
=
 
u
 
*
 
u
 
+
 
v
 
*
 
v
;

    
}
 
while
 
(
q
 
>=
 
1
 
||
 
q
 
==
 
0
);

    
p
 
=
 
sqrt
(
-2
 
*
 
log
(
q
)
 
/
 
q
);

    
return
 
mu
 
+
 
sigma
 
*
 
u
 
*
 
p
;

}

// Hauptfunktion die das Programm ausführt

void
 
main
()

{

    
double
 
mu
 
=
 
0
;
 
// Deklaration der lokalen Variablen

    
double
 
sigma
 
=
 
1
;

    
for
 
(
int
 
i
 
=
 
0
;
 
i
 
<
 
10
;
 
i
++
)
 
// Diese for-Schleife berechnet standardnormalverteilte Zufallszahlen und gibt sie auf der Konsole aus

    
{

        
double
 
gaussian
 
=
 
generateGaussian
(
mu
,
 
sigma
);
 
// Aufruf der Funktion

        
cout
 
<<
 
gaussian
 
<<
 
endl
;
 
// Ausgabe auf der Konsole

    
}

}

```